# Backyard ultra
La Backyard ultra est une forme de course d'ultramarathon à élimination où les concurrents doivent parcourir consécutivement chaque heure la distance de 6,706 kilomètres (4,167 milles) sous peine d'être éliminé. Le vainqueur est le dernier concurrent à accomplir un ultime tour en solitaire.
Concept né aux États-Unis, la Backyard ultra permet aux concurrents de parcourir précisément 100 miles au bout de 24 heures. La distance horaire imposée contraint le coureur à ajuster son effort et à le maintenir sur une longue période. Une fois qu'un tour est terminé, le temps restant dans l'heure est utilisé pour se reposer, se ravitailler et préparer le tour suivant. Cette discipline exige une solide endurance physique et mentale, ainsi qu'une gestion efficace de l'effort, de l'alimentation, du sommeil et des conditions météorologiques.

## Principe
Le concept original a été imaginé en 2011 par l'américain Gary « Lazarus Lake » Cantrell (en), organisateur de courses dont les Marathons de Barkley. L'idée est de réaliser 100 milles en une journée. Un calcul simple donne alors la distance à parcourir en moyenne : 6,706 km (ou 4,167 mi) par heure. Ainsi un concurrent ayant parcouru 24 boucles aura réalisé 100 mi (161 km) en 24 heures.
Le départ de chaque nouvelle boucle est lancé à chaque heure précise. Si un concurrent termine une boucle avant l'heure impartie, il utilise le temps restant pour se reposer, s'alimenter, se soigner ou se changer, mais doit attendre le début de l'heure suivante pour commencer un nouveau tour. 
Par exemple, si un coureur termine le tour en 53 minutes, il doit patienter avant de prendre le départ de la prochaine boucle et peut alors utiliser les 7 minutes restantes pour récupérer.
L'élimination d'un coureur peut se produire pour les raisons suivantes :
- il termine la boucle au-delà des 60 minutes (Over pour Over Time on Loop)
- il ne prend pas le départ d'un nouveau tour (RTC pour Refuse to Continue)
- il prend le départ d'un nouveau tour, mais ne parvient pas à le terminer (DNC pour Did Not Complete Loop), par exemple en revenant au lieu de départ ou en se faisant rapatrier

Un coureur éliminé est considéré comme DNF ("Did Not Finish"),.
Le vainqueur, l'unique Finisher, est celui parmi les concurrents qui réussit à effectuer une boucle supplémentaire après élimination de tous les autres. La compétition s'achève après cet ultime tour en solitaire : même s'il a le désir et les capacités de continuer, le vainqueur est obligé de s'arrêter après le dernier tour.
Ainsi, pour viser une marque significative ou battre un record, il est nécessaire d'avoir la présence d'un concurrent de niveau équivalent afin de prolonger l'épreuve le plus longtemps possible.
Si aucun concurrent ne parvient à faire un tour de plus que les autres, tous les athlètes sont considérés comme DNF et il n'y a pas de vainqueur. Cette situation est arrivée notamment en 2022 lorsque les Belges Merijn Geerts et Ivo Steyaert décident de s'arrêter ensemble après avoir établi un nouveau record du monde, devenant les premiers coureurs à franchir les cent heures.

### Formats similaires
La Backyard ultra n'est pas à confondre avec les courses à élimination où le nombre de tours est limité par l'organisation (ex: 24 ou 36 heures). Lorsqu'un nombre maximal de tours est imposé, si plusieurs coureurs sont encore en lice lors de la dernière boucle, l'organisateur peut décerner la victoire à celui ou celle qui franchit en premier la ligne d'arrivée du dernier tour,. Dans une course officielle de Backyard ultra, il n'existe aucune limite à la durée et au nombre de tours.

## Championnats du monde: individuels et par équipe
Les premiers Championnats du monde ont lieu en 2020. Compte tenu des conditions sanitaires à la suite de la pandémie de Covid-19, ils sont organisés par équipe nationale, composée de 15 coureurs dans chaque pays. La Belgique remporte le titre notamment grâce à la performance de 75 tours réalisée par Sabbe Karel.
En 2021, un championnat du monde individuel a lieu à Bell Buckle, réunissant les meilleurs coureurs mondiaux de la discipline.
En 2022, les États-Unis remportent le Championnat par équipe. À cette occasion, les Belges Geerts et Steyaert deviennent les premiers coureurs à dépasser les 100 heures de course.
En 2023, lors de la finale mondiale individuelle à Bell Buckle, six coureurs réussissent à franchir la barre symbolique de cent boucles. Le titre revient à Harvey Lewis qui réalise 108 tours.
En 2024, la Belgique remporte le Championnat du monde par équipes en dépassant pour la première fois un total de 1000 tours. Les trois Belges Merijn Geerts, Ivo Steyaert et Frank Gielen améliorent le record du monde individuel en terminant 110 tours.
| Année | Type       | Pays vainqueur | Total des tours | Meilleur performeur                     | Nombre de tours | Résultats |
| ----- | ---------- | -------------- | --------------- | --------------------------------------- | --------------- | --------- |
| 2020  | Par équipe | Belgique       | 574             | Karel Sabbe                             | 75              | [ 6 ]     |
| 2021  | Individuel |                |                 | Harvey Lewis                            | 85              | [ 7 ]     |
| 2022  | Par équipe | États-Unis     | 860             | Merijn Geerts Ivo Steyaert              | 101             | [ 8 ]     |
| 2023  | Individuel |                |                 | Harvey Lewis                            | 108             | [ 9 ]     |
| 2024  | Par équipe | Belgique       | 1147            | Merijn Geerts Ivo Steyaert Frank Gielen | 110             | [ 10 ]    |

N.B.: Le championnat par équipe est organisé chaque année paire, tandis que le championnat individuel est organisé chaque année impaire.

## En France
En 2023, plusieurs courses de Backyard Ultra sont organisées en France, dont plusieurs affiliées au Challenge mondial des Backyard Ultra (liste non exhaustive) : 
- Infinity Trail: Hossegor, Pavilly, Dijon, Île d’Aix, Terrils, Camaret-sur-mer
- Ultra Tour du Lac de Monteux
- Chartreuse Backyard Ultra
- One More Loop Backyard - Douai

Depuis l'été 2021, la qualification de concurrents français pour les Championnats du Monde individuel (dans le Tennessee aux États-Unis) doit passer au préalable par la sélection en Équipe de France par équipe, laquelle est composée de 15 membres renouvelés chaque année sur des critères spécifiques de performance.
| Année | Lieu                  | Vainqueur         | Performance | Seuil de qualification |
| ----- | --------------------- | ----------------- | ----------- | ---------------------- |
| 2020  | Saint-Laurent-du-Pont | Christian Mauduit | 46 h        | -                      |
| 2022  | Monteux               | Christian Mauduit | 51 h        | 19 h                   |
| 2024  | Chatonnay             | Nicolas Cointepas | 84 h        | 45 h                   |

### Records français
Le Français Guillaume Calmettes remporte en 2017 la Big's Backyard Ultra (USA) avec 59 tours, marque correspondant à la meilleure performance française jusqu'en 2023.
L'année 2023 marque un tournant significatif dans la progression du niveau élite français. En avril, à l'occasion de l'Infinity Trail Hossegor, le trio Maxime Le Meitour, Philippe Pollesel et Fabrice Puaud établissent un nouveau record de France et décident de s'arrêter ensemble après 60 boucles. Moins de deux mois plus tard, Claire Bannwarth améliore le record français féminin lors de la Suffolk Backyard Ultra en Angleterre avec 61 tours. En octobre, à Monteux, Nicolas Cointepas améliore le record français en remportant la course avec 63 tours, assisté par Christophe Rouat (62 tours). Une semaine plus tard, lors des Championnats du Monde à Bell Buckle, Christophe Baud établit un nouveau record français en bouclant 77 tours et se plaçant à la 16e place de la finale mondiale.
En octobre 2024, à l'occasion de la finale mondiale par équipe, le record français est élevé à 84 heures par Nicolas Cointepas qui devient champion national.

## Records mondiaux
Depuis l'émergence de cette discipline en 2011, les performances de niveau mondial n'ont cessé de progresser, grâce notamment à sa popularité grandissante et à l'intérêt croissant que les coureurs élites portent à ce format de course. En raison des caractéristiques propres au format, les Championnats mondiaux sont propices à l'établissement de nouveaux records.

### 2021
En octobre 2021, lors du Big Dog's Backyard Ultra à Bell Buckle dans le Tennessee aux États-Unis, Harvey Lewis établit un nouveau record mondial avec 85 tours (569,98 km), Chris Roberts et Terumichi Morishita ayant effectué respectivement 84 tours et 80 tours avant d'abandonner.

### 2022
En mai 2022, le Belge Merijn Geerts et l'Irlandais Keith Russell réalisent respectivement 90 tours (603,54 km) et 89 tours (596,83 km) lors de The Race of the Champions - Backyard Masters à Rettert en Allemagne,.
Cinq mois plus tard, en octobre 2022, à l'occasion du Championnat Mondial par équipe, les Belges Merijn Geerts et Ivo Steyaert réussissent à dépasser les 100 heures de courses et décident de s'arrêter ensemble après la 101e boucle.

### 2023
En mai 2023, l'Américaine Jennifer Russo améliore, avec 74 tours, l'ancien record féminin détenu par Courtney Dauwalter (68 tours en 2020),.
Le record historique établi par le duo belge est amélioré moins d'un an plus tard par l'Australien Philip Gore qui réalise 102 tours en juin 2023.
En octobre de la même année, à l'occasion de la finale mondiale dans le Tennessee, six coureurs atteignent la barre des 100 tours. Le Belge Merijn Geerts et l'Australien Philip Gore s'arrêtent à cette marque, sans parvenir à améliorer leur record personnel, tandis que le Japonais Terumichi Morishita parvient à boucler un tour supplémentaire. Les trois finalistes, le Polonais Bartosz Fudali, l'Américain Harvey Lewis et le Canadien Ihor Verys franchissent la barre des 102 tours. Fudali s'arrête à 103 tours, Verys parvient à résister jusqu'à 107 tours et c'est Lewis qui remporte le Championnat du monde en portant le record mondial à 108 tours (724,2 km),,.

### 2024
En octobre, lors des Championnats du monde, l'Américaine Megan Eckert bat le record du monde féminin en bouclant 87 tours. L'équipe belge dépasse pour la première fois un total de 100 tours et les trois Belges Merijn Geerts, Ivo Steyaert et Frank Gielen améliorent le record du monde individuel en terminant 110 tours.

### 2025
Le record du monde est amélioré en avril 2025 par le Polonais Lukasz Wróbel avec 116 tours à l'occasion de la Legends Backyard Ultra en Belgique.

### Meilleures performances
| Boucles | Distance   | Athlète             | Lieu        | Date            |
| ------- | ---------- | ------------------- | ----------- | --------------- |
| 116     | 777,89 km  | Lukasz Wróbel       | Réthy       | 28 avril 2025   |
| 110     | 737,66 km  | Merijn Geerts       | Réthy       | 19 octobre 2024 |
| 110     | 737,66 km  | Frank Gielen        | Réthy       | 19 octobre 2024 |
| 110     | 737,66 km  | Ivo Steyaert        | Réthy       | 19 octobre 2024 |
| 108     | 724,248 km | Harvey Lewis        | Bell Buckle | 21 octobre 2023 |
| 107     | 717,542 km | Ihor Verys          | Bell Buckle | 21 octobre 2023 |
| 103     | 690,718 km | Bartosz Fudali      | Bell Buckle | 21 octobre 2023 |
| 102     | 684,012 km | Philip Gore         | Nanango     | 21 juin 2023    |
| 101     | 677,306 km | Sam Harvey          | Nanango     | 21 juin 2023    |
| 101     | 677,306 km | Merijn Geerts       | Kasterlee   | 15 octobre 2022 |
| 101     | 677,306 km | Ivo Steyaert        | Kasterlee   | 15 octobre 2022 |
| 101     | 677,306 km | Terumichi Morishita | Bell Buckle | 21 octobre 2023 |
| 100     | 670,6 km   | Philip Gore         | Bell Buckle | 21 octobre 2023 |
| 100     | 670,6 km   | Merijn Geerts       | Bell Buckle | 21 octobre 2023 |
| 100     | 670,6 km   | Kenneth Vanthuyne   | Réthy       | 19 octobre 2024 |